# Episodi di Batman of the Future (seconda stagione)
La seconda stagione della serie animata Batman of the Future (Batman Beyond), composta da 26 episodi, è stata trasmessa sul canale statunitense Kids'WB dal 17 settembre al 19 agosto 2000.
| n° | Titolo italiano                | Titolo originale             | Prima TV USA      | Prima TV Italia |
| -- | ------------------------------ | ---------------------------- | ----------------- | --------------- |
| 1  | Strani cambiamenti             | Splicers                     | 17 settembre 1999 |                 |
| 2  | La terra trema                 | Earth Mover                  | 25 settembre 1999 |                 |
| 3  | Corsa nei cieli                | Joyride                      | 2 ottobre 1999    |                 |
| 4  | Il programma informatico       | Lost Soul                    | 9 ottobre 1999    |                 |
| 5  | Il segreto                     | Hidden Agenda                | 16 ottobre 1999   |                 |
| 6  | Il cacciatore                  | Bloodsport                   | 23 ottobre 1999   |                 |
| 7  | La posta in gioco              | Once Burned                  | 6 novembre 1999   |                 |
| 8  | Realtà virtuale                | Hooked Up                    | 13 novembre 1999  |                 |
| 9  | Un mondo sotterraneo           | Rats                         | 29 novembre 1999  |                 |
| 10 | Richiesta d'aiuto              | Mind Games                   | 4 dicembre 1999   |                 |
| 11 | Il fantasma                    | Revenant                     | 11 dicembre 1999  |                 |
| 12 | Interferenze sonore            | Babel                        | 8 gennaio 2000    |                 |
| 13 | La ragazza ideale              | Terry's Friend Dates a Robot | 15 gennaio 2000   |                 |
| 14 | Il testimone                   | Eyewitness                   | 22 gennaio 2000   |                 |
| 15 | La guerriera torna all'attacco | Final Cut                    | 5 febbraio 2000   |                 |
| 16 | Il Ranch                       | The Last Resort              | 4 marzo 2000      |                 |
| 17 | Guai in vista                  | Armory                       | 11 marzo 2000     |                 |
| 18 | Pettegolezzi                   | Sneak Peek                   | 25 marzo 2000     |                 |
| 19 | Il neonato                     | The Eggbaby                  | 1º aprile 2000    |                 |
| 20 | Cuor di robot                  | Zeta                         | 8 aprile 2000     |                 |
| 21 | Il virus                       | Plague                       | 15 aprile 2000    |                 |
| 22 | Doppio gioco                   | April Moon                   | 22 aprile 2000    |                 |
| 23 | Il videogioco                  | Sentries of the Last Cosmos  | 6 maggio 2000     |                 |
| 24 | Il paladino dei ragazzi        | Payback                      | 13 maggio 2000    |                 |
| 25 | Dove sei Terry?                | Where's Terry?               | 27 maggio 2000    |                 |
| 26 | Cani molto speciali            | Ace in the Hole              | 19 agosto 2000    |                 |

## Strani cambiamenti
- Titolo originale: Splicers
- Diretto da: Curt Geda
- Scritto da: Evan Dorkin e Sara Dyer

### Trama
Una nuova tendenza di modificazione del corpo combinando DNA umano con quello degli animali, sta prendendo moda nella Gotham City del futuro. Il dottor Able Cuvier, il creatore del processo, insiste sul fatto che la procedura è sicura, ma Batman scopre ben presto che Cuvier è un truffatore intenzionato a trasformare le persone in mostri mutanti.

## La terra trema
- Titolo originale: Earth Mover
- Diretto da: Dan Riba
- Scritto da: Stan Berkowitz e Alan Burnett

### Trama
Quando un'amica di Terry e suo padre adottivo vengono perseguitati da creature inquietanti composte di terra, Batman indaga e scopre che le creature hanno una connessione spaventosa con il padre biologico della ragazza scomparso da anni.

## Corsa nei cieli
- Titolo originale: Joyride
- Diretto da: Butch Lukic
- Scritto da: Stan Berkowitz

### Trama
La banda criminale dei Jokers ruba un nuovo prototipo di veicolo militare, mentre Batman e la progettista del veicolo tentano di recuperare la macchina prima che un malfunzionamento del suo reattore nucleare lo faccia esplodere, distruggendo tutta Gotham City.

## Il programma informatico
- Titolo originale: Lost Soul
- Diretto da: Butch Lukic
- Scritto da: Stan Berkowitz

### Trama
Terry deve combattere contro il suo stesso costume quando questi viene infestato dal programma informatico dell'anima virtuale di un vecchio magnate delle comunicazioni morto, un uomo che è diventato letteralmente un "ghost in the machine". Senza l'aiuto della tuta di Batman, Terry deve salvare il nipote dell'uomo, che il programma intende usare come cavia per trasferirne all'interno del corpo il suo cervello virtuale.

## Il segreto
- Titolo originale: Hidden Agenda
- Diretto da: Curt Geda
- Scritto da: Hilary J. Bader e Shaun McLaughlin

### Trama
Il brillante leader di una squadra di Jokers trama vendetta contro Maxime Gibson (nota anche come Max), una compagna di scuola che riesce sempre a prendere il massimo dei voti, mettendolo in secondo piano. Max sta cercando di scoprire la vera identità di Batman, che lei è convinta essere uno studente della scuola, ma giunge poi alla conclusione erronea che Terry è uno dei Jokers che la minacciano.

## Il cacciatore
- Titolo originale: Bloodsport
- Diretto da: Dan Riba
- Scritto da: Rich Fogel

### Trama
Stalker, un cacciatore con capacità ciberneticamente migliorate, è arrivato a Gotham cercando ciò che crede essere l'unica preda sulla terra degna delle sue abilità: il nuovo Batman. Per catturare Terry rapisce il suo fratellino Matt usandolo come esca.

## La posta in gioco
- Titolo originale: Once Burned
- Diretto da: Butch Lukic
- Scritto da: Stan Berkowitz

### Trama
La Gang della Scala Reale è stata catturata dai Jokers. Dieci deve portare a termine un furto per pagare il riscatto e salvare la sua famiglia, e quando Melanie si riavvicina a Terry per chiedere il suo aiuto, il giovane è costretto a decidere se mettere la sua relazione con Dana a rischio, e se Batman può davvero fidarsi di Dieci.

## Realtà virtuale
- Titolo originale: Hooked Up
- Diretto da: Dan Riba
- Scritto da: Robert Goodman

### Trama
Quando molti studenti finiscono in coma in ospedale, le ricerche di Batman lo portano a Spellbinder, che rapisce gli adolescenti per renderli dipendenti con un dispositivo mentale che genera fantasie di realtà virtuale, costringendoli così a rubare per lui.

## Un mondo sotterraneo
- Titolo originale: Rats
- Diretto da: Curt Geda
- Scritto da: Rich Fogel

### Trama
Dana, che si sente ignorata troppo spesso da Terry (a causa della sua doppia identità di Batman), comincia a ricevere rose bianche da un ammiratore segreto. Quando la ragazza viene poi rapita dall'uomo del mistero, un ragazzo di nome Patrick che vive nelle fogne a causa del suo aspetto da ratto, l'unico in grado di aiutarla è proprio Batman.

## Richiesta d'aiuto
- Titolo originale: Mind Games
- Diretto da: Butch Lukic
- Scritto da: Alan Burnett

### Trama
Dopo averla salvata da un incidente d'auto insieme a quella che credeva essere la sua famiglia, Terry ha delle visioni misteriose su una ragazzina che chiede il suo aiuto. La ricerca della giovane mette Batman a confronto con un gruppo di persone con incredibili poteri psichici.

## Il fantasma
- Titolo originale: Revenant
- Diretto da: Kyung-Won Lim
- Scritto da: Hilary J. Bader

### Trama
In seguito ad una serie di eventi inspiegabili, tutte le compagne di scuola di Terry pensano che il fantasma di uno studente morto da tempo si aggiri per il loro liceo. Ma Batman scopre presto la vera causa del fenomeno: Willie Watt, che ha sviluppato nuove potenti abilità psichiche.

## Interferenze sonore
- Titolo originale: Babel
- Diretto da: Curt Geda
- Scritto da: Stan Berkowitz

### Trama
In cerca di vendetta, Shriek utilizza la sua conoscenza delle onde sonore per disturbare le frequenze di comunicazione di tutta Gotham City. Per far tornare le cose alla normalità, il criminale chiede in cambio la vita del suo nemico Batman.

## La ragazza ideale
- Titolo originale: Terry's Friend Dates a Robot
- Diretto da: Dan Riba
- Scritto da: Paul Dini e John P. McCann

### Trama
Howard Groote, un nerd senza speranza, acquista un androide illegale sotto forma di una bella ragazza per portarla a scuola e alla sua festa di compleanno come la sua fidanzata. Il suo piano fallisce quando "Cinzia", programmata per essere completamente devota ad Howard, diventa pericolosamente possessiva.

## Il testimone
- Titolo originale: Eyewitness
- Diretto da: Butch Lukic
- Scritto da: Hilary J. Bader e Rich Fogel

### Trama
Quando il commissario Barbara Gordon assiste come testimone all'efferato omicidio a sangue freddo di un criminale da parte di Batman, Terry si ritrova in fuga dalla legge, mentre lui e Bruce Wayne cercano di scoprire il vero colpevole e dimostrare così la sua innocenza.

## La guerriera torna all'attacco
- Titolo originale: Final Cut
- Diretto da: Butch Lukic
- Scritto da: Alan Burnett e Hilary J. Bader

### Trama
Bruce è fuori città quando la killer nota come Curaro torna a Gotham City per dare la caccia all'ultimo rappresentante della società degli assassini, da cui è stata espulsa dopo il fallimento della sua ultima missione contro Batman. L'ultimo membro superstite degli assassini ricatta Terry chiedendo a Batman di proteggerlo dalla collera di Curaro, altrimenti attiverà una bomba che ha precedentemente nascosto da qualche parte in città, uccidendo milioni di innocenti.

## Il Ranch
- Titolo originale: The Last Resort
- Diretto da: Curt Geda
- Scritto da: Stan Berkowitz

### Trama
Un nuovo programma per adolescenti "complicati" sta diventando popolare come ultima risorsa tra i genitori di Gotham per mettere in riga i loro figli ribelli, ma "il Ranch" non è ciò che sembra. Quando una compagna di classe di Terry, Chelsea Cunningham, viene mandata dal padre al Ranch, Batman indaga, ma finisce per mordere più di quanto egli possa masticare.

## Guai in vista
- Titolo originale: Armory
- Diretto da: Kyung-Won Lim
- Scritto da: John P. McCann

### Trama
Dopo aver perso il suo lavoro come disegnatore di armi per la Wayne-Powers, il patrigno di uno degli amici di Terry si rivolge al crimine per sbarcare il lunario come supercriminale, e inizia a farsi chiamare Armory, poiché utilizza nei furti l'arsenale da lui progettato.

## Pettegolezzi
- Titolo originale: Sneak Peek
- Diretto da: Dan Riba
- Scritto da: Stan Berkowitz e Alan Burnett

### Trama
Un giornalista di gossip acquisisce la tecnologia per diventare incorporeo e riuscire a penetrare nei luoghi più inaccessibili e svelare i segreti più scabrosi delle persone. Quando scopre l'identità di Batman, minaccia di rivelarlo sulla televisione nazionale, ma presto scopre che la tecnologia sta avendo un effetto negativo sul suo corpo.

## Il neonato
- Titolo originale: The Eggbaby
- Diretto da: James Tucker
- Scritto da: Hilary J. Bader e Alan Burnett

### Trama
Terry è costretto ad accudire e portare con lui ovunque un computer a forma di uovo che simula lo stato di un bambino per prendere un bel voto a scuola nel progetto "studio della famiglia". Nel frattempo, una famiglia di ladri ruba gioielli inestimabili a Gotham City e Batman è costretto ad intervenire portando con sé l'uovo.

## Cuor di robot
- Titolo originale: Zeta
- Diretto da: Dan Riba
- Scritto da: Robert Goodman

### Trama
Zeta, un androide militare olomorfo si è introdotto sotto mentite spoglie nel liceo di Terry, ed è stato segnalato come pericoloso. Batman deve trovarlo prima che uccida qualcuno; ma l'androide è davvero malvagio o ha soltanto guadagnato una coscienza?

### Curiosità
- Dopo essere apparso in quest'episodio, Zeta comparirà in uno spin-off in cui è protagonista intitolato The Zeta Project.[2]

## Il virus
- Titolo originale: Plague
- Diretto da: Butch Lukic
- Scritto da: Rich Fogel

### Trama
Batman è costretto ad unire le forze con il suo ex nemico, Stalker, per dare la caccia ad uno scaltro supercriminale denominato False-Face (per la sua capacità di cambiare aspetto), il quale ha rubato un virus molto pericoloso che rischia di contaminare tutta Gotham City per conto di un'organizzazione criminale denominata K.O.B.R.A.

## Doppio gioco
- Titolo originale: April Moon
- Diretto da: Butch Lukic
- Scritto da: Stan Berkowitz e James Tucker

### Trama
Un famoso progettista bionico è costretto a dare ad una banda di criminali degli innesti robotici dopo che sua moglie, la bellissima April, è stata rapita. Per fermarli, Batman ha bisogno di una "parola segreta" come codice vocale per arrestare i loro impianti, ma il progettista non intende rivelargliela per non mettere in pericolo la moglie. Indagando, Batman scopre però che l'avvenente April è in combutta con i criminali per truffare il marito.

## Il videogioco
- Titolo originale: Sentries of the Last Cosmos
- Diretto da: Dan Riba
- Scritto da: Rich Fogel e John Shirley

### Trama
Un game designer di videogiochi a realtà virtuale utilizza la devozione di giovani fan adolescenti per armarli con armature ed armi dell'universo del gioco al fine di eliminare i suoi nemici e rivali (tra cui il vero scrittore del videogame e proprietario di tutti i diritti di utilizzo). Tra questi ragazzi c'è un compagno di scuola di Terry che inizia a comportarsi in modo strano, e Batman indaga.

## Il paladino dei ragazzi
- Titolo originale: Payback
- Diretto da: Kyoung-Won Lim
- Scritto da: Robert Goodman

### Trama
Un nuovo vigilante chiamato Payback se la prende con i carnefici di parecchi adolescenti travagliati, i quali sono nello stesso gruppo di terapia. Quando Terry entra sotto copertura nel gruppo per trovare il colpevole, comincia a sospettare del medico che esegue le sedute, ma la reale identità di Payback dimostra di essere qualcuno che nessuno si sarebbe aspettato.

## Dove sei Terry?
- Titolo originale: Where's Terry?
- Diretto da: Yukio Suzuki
- Scritto da: Rich Fogel

### Trama
Shriek intrappola Batman nelle gallerie abbandonate della vecchia metropolitana di Gotham City per vendicarsi di lui. Resosi conto che Terry è scomparso, Bruce Wayne si sente in colpa per averlo coinvolto nella sua guerra e inizia a cercarlo; suo malgrado, il vecchio è costretto ad allearsi con Max per riuscire a trovare Terry.

## Cani molto speciali
- Titolo originale: Ace in the Hole
- Diretto da: James Tucker
- Scritto da: Hilary J. Bader

### Trama
Quando Asso scompare, Bruce rammenta come gli salvò la vita anni addietro; mentre cerca il cane, Terry si imbatte in un'organizzazione che organizza combattimenti illegali, drogando i cani con steroidi sperimentali che li trasformano in mostri mutanti.